# West Chicago
West Chicago - miasto w hrabstwie DuPage na północnym wschodzie amerykańskiego stanu Illinois. Według spisu ludności z 2020 roku miało 25 614 mieszkańców.
West Chicago nie jest częścią miasta Chicago, ale należy do obszaru metropolitalnego Chicago.